# Brest Challenger 2023 - Doppio
Il doppio del torneo di tennis professionistico Brest Challenger 2023, facente parte della categoria Challenger 100 nell'ambito dell'ATP Challenger Tour 2023, si è giocato dal 23 al 29 ottobre a Brest, in Francia.
Viktor Durasovic e Otto Virtanen erano i detentori del titolo ma solo Virtanen ha difeso il titolo in coppia con Patrik Niklas-Salminen ma sono stati eliminati al primo turno da Evan King e Reese Stalder.
In finale Yuki Bhambri e Julian Cash hanno sconfitto Robert Galloway e Albano Olivetti con il punteggio di 6(5)–7, 6–3, [10–5].

## Teste di serie
1. Robert Galloway /  Albano Olivetti (finale)
2. Yuki Bhambri /  Julian Cash (campione)

1. Evan King /  Reese Stalder (semifinale)
2. Sander Arends /  Miguel Ángel Reyes Varela (semifinale)

## Wildcard
1. Gabriel Diallo /  Arthur Fery (primo turno, ritirati)

1. Geoffrey Blancaneaux /  Calvin Hemery (primo turno)

## Tabellone

### Legenda
| - Q = Qualificato - WC = Wild card - LL = Lucky loser | - ALT = Alternate - SE = Special Exempt - PR = Protected Ranking | - w/o = Walkover - r = Ritirato - d = Squalificato |

|  | Primo turno | Primo turno                      | Primo turno                      | Primo turno                | Primo turno |  |  | Quarti di finale | Quarti di finale           | Quarti di finale           | Quarti di finale | Quarti di finale |    |      | Semifinali | Semifinali                      | Semifinali            | Semifinali               | Semifinali |   |      | Finale | Finale | Finale | Finale | Finale |  |
|  |             |                                  |                                  |                            |             |  |  |                  |                            |                            |                  |                  |    |      |            |                                 |                       |                          |            |   |      |        |        |        |        |        |  |
|  | 1           | R Galloway A Olivetti            | R Galloway A Olivetti            | 6                          | 6           |  |  |                  |                            |                            |                  |                  |    |      |            |                                 |                       |                          |            |   |      |        |        |        |        |        |  |
|  |             | J Eysseric H Mayot               | J Eysseric H Mayot               | 3                          | 3           |  |  | 1                | R Galloway A Olivetti      | R Galloway A Olivetti      | 711              | 6                |    |      |            |                                 |                       |                          |            |   |      |        |        |        |        |        |  |
|  |             | RC Bollipalli A Kadhe            | 5                                | 6                          | [6]         |  |  |                  | A Harris V Kirkov          | A Harris V Kirkov          | 69               | 3                |    |      |            |                                 |                       |                          |            |   |      |        |        |        |        |        |  |
|  |             | A Harris V Kirkov                | 7                                | 2                          | [10]        |  |  |                  |                            |                            |                  |                  |    |      | 1          | R Galloway A Olivetti           | R Galloway A Olivetti | 6                        | 6          |   |      |        |        |        |        |        |  |
|  | 3           | E King R Stalder                 | 6                                | 6                          | [10]        |  |  |                  |                            | 3                          | E King R Stalder | E King R Stalder | 4  | 0    |            |                                 |                       |                          |            |   |      |        |        |        |        |        |  |
|  |             | P Niklas-Salminen O Virtanen     | 78                               | 4                          | [6]         |  |  | 3                | E King R Stalder           | E King R Stalder           | 7                | 6                |    |      |            |                                 |                       |                          |            |   |      |        |        |        |        |        |  |
|  | WC          | G Diallo A Fery                  | G Diallo A Fery                  | G Diallo A Fery            |             |  |  |                  | K Drzewiecki I Liutarevich | K Drzewiecki I Liutarevich | 5                | 2                |    |      |            |                                 |                       |                          |            |   |      |        |        |        |        |        |  |
|  |             | K Drzewiecki I Liutarevich       | K Drzewiecki I Liutarevich       | K Drzewiecki I Liutarevich | w/o         |  |  |                  |                            |                            |                  |                  |    |      | 1          | Robert Galloway Albano Olivetti | 7                     | 3                        | [5]        |   |      |        |        |        |        |        |  |
|  |             | L Johnson S Mansouri             | 64                               | 6                          | [10]        |  |  |                  |                            |                            |                  |                  |    |      |            |                                 | 2                     | Yuki Bhambri Julian Cash | 65         | 6 | [10] |        |        |        |        |        |  |
|  |             | T Arribagé L Sanchez             | 7                                | 3                          | [8]         |  |  |                  | L Johnson S Mansouri       | 4                          | 6                | [9]              |    |      |            |                                 |                       |                          |            |   |      |        |        |        |        |        |  |
|  | WC          | G Blancaneaux C Hemery           | 5                                | 7                          | [1]         |  |  | 4                | S Arends MÁ Reyes Varela   | 6                          | 3                | [11]             |    |      |            |                                 |                       |                          |            |   |      |        |        |        |        |        |  |
|  | 4           | S Arends MÁ Reyes Varela         | 7                                | 63                         | [10]        |  |  |                  |                            |                            |                  |                  |    |      | 4          | S Arends MÁ Reyes Varela        | 3                     | 710                      | [7]        |   |      |        |        |        |        |        |  |
|  |             | S Martos Gornés D Vega Hernández | S Martos Gornés D Vega Hernández | 63                         | 4           |  |  |                  |                            | 2                          | Y Bhambri J Cash | 6                | 68 | [10] |            |                                 |                       |                          |            |   |      |        |        |        |        |        |  |
|  |             | A-u-H Qureshi P Tsitsipas        | A-u-H Qureshi P Tsitsipas        | 7                          | 6           |  |  |                  | A-u-H Qureshi P Tsitsipas  | 4                          | 78               | [7]              |    |      |            |                                 |                       |                          |            |   |      |        |        |        |        |        |  |
|  |             | A Chandrasekar VS Prashanth      | A Chandrasekar VS Prashanth      | 4                          | 2           |  |  | 2                | Y Bhambri J Cash           | 6                          | 6                | [10]             |    |      |            |                                 |                       |                          |            |   |      |        |        |        |        |        |  |
|  | 2           | Y Bhambri J Cash                 | Y Bhambri J Cash                 | 6                          | 6           |  |  |                  |                            |                            |                  |                  |    |      |            |                                 |                       |                          |            |   |      |        |        |        |        |        |  |